# Sadistic Attack / Nordens Doedsengel
Sadistic Attack / Nordens Doedsengel er et splitalbum fra de andet studiealbum fra to norske bands: black metal-bandet Taake og døds/thrash/grind-bandet Amok, udgivet i 2004. Det blev udgivet på grå vinyl i et begrænset oplag på 1000 eksemplarer af Perverted Taste.
Albummet indeholder Amoks demo Sadistic Attack samt en øveversion af Taakes demo Omfavnet Av Svarte Vinger (fra deres tid under navnet "Thule") og en coverversion af soundtracket til filmen Der Todesking.

## Spor
Spor 1-5 af Taake, spor 6-11 af Amok
1. "Der Todesking" – 03:16
2. "Tykjes Fele" – 02:14
3. "Marerittet" – 01:51
4. "Omfavnet Av Svarte Vinger" – 06:01
5. "Trolldom" – 04:55
6. "Ebola to the People" – 03:54
7. "Flamethrower" – 01:40
8. "Chemical Dissection" – 02:16
9. "Nuclear Warbeast" – 00:54
10. "Toxic Slayer" – 03:14
11. "Ranch Apocalypse" – 00:31